# Trollius ledebourii
Trollius ledebourii là một loài thực vật có hoa trong họ Mao lương. Loài này được Rchb. miêu tả khoa học đầu tiên năm 1825.